# ماریتا

ماریتا در پارک پردیسان تهران

ماریتا یک یوزپلنگ آسیایی بود که در سال ۱۳۷۳ توسط هرمز اسدی، بنیان‌گذار پروژه حفاظت از یوزپلنگ آسیایی، استاد حیات‌وحش در دانشگاه آزاد تهران و مشاور گروه محیط زیست، بعد از قتل مادر و دو برادرش نگهداری شد. ماریتا توسط چند نفر از اهالی شهر بافق به همراه مأموران سازمان حفاظت محیط زیست ایران زنده‌گیری شد و تا هنگام مرگ خود در سال ۱۳۸۲ در پارک پردیسان تهران نگهداری می‌شد. ماریتا نامی بود که اسدی برای او انتخاب کرد. ماریتا در اسارت به‌سر می‌برد. ماریتا تمام عمر خود را بدون جفت و در تنهایی در قفس بزرگی در پارک پردیسان سپری کرد و تنها دوست او یکی از نگهبانان پارک بود که مسئولیت نگهداری و تغذیه او را بر عهده داشت. غذای ماریتا فقط از گوشت الاغ و گاهی خرگوش زنده تشکیل می‌شد.
دوران حیات ماریتا هم‌زمان با آغاز پروژه حفاظت از یوزپلنگ آسیایی در ایران بود. یوزپلنگ آسیایی یک زیرگونه به‌شدت در معرض خطر انقراض به‌شمار می‌رود که در طبیعت، تنها چند ده قلاده از آن در کویر مرکزی و چند منطقهٔ معدود دیگر باقی مانده‌است.

## زنده‌گیری
در ۹ شهریور ۱۳۷۳ یک یوزپلنگ ماده که به همراه سه توله‌اش برای خوردن آب به نزدیکی شهر بافق آمده بودند مورد حمله چند فرد بومی با چوب و سنگ قرار گرفتند. در این ماجرا دو توله یوز کشته شدند، ماده یوز زخمی فرار کرد و تنها یک توله توسط محیط‌بانان نجات یافت که با نام ماریتا تا سال ۱۳۸۲ در پارک پردیسان تهران زندگی می‌کرد.
از سال ۱۳۸۶ با ابتکار انجمن یوزپلنگ ایرانی، ۹ شهریور به عنوان روز ملی یوزپلنگ پیشنهاد گردید و در سراسر جهان بزرگداشتی به مناسبت این روز برای حفظ یوزپلنگ در حال انقراض ایران انجام شد.